# David Martinon
Pour les articles homonymes, voir Martinon.
David Martinon est un haut fonctionnaire français né le 13 mai 1971 à Leyde (Pays-Bas).
Il est nommé ambassadeur de France en Afrique du Sud le 6 mai 2023, après avoir été ambassadeur en Afghanistan (2018-2023), consul général à Los Angeles (2008-2012) et porte-parole de la présidence de la République française (2007-2008).

## Biographie

### Naissance
David Martinon naît le 13 mai 1971 à Leyde aux Pays-Bas.

### Études
Il a étudié au collège et lycée Rocroy-Saint-Léon (1988, Paris 10ème).
Il est diplômé de l'Institut d'études politiques de Paris (1992, section Service Public) et titulaire d’un DEA en économie et politiques publiques[Où ?]. 
En 1998, il sort de l’ENA (promotion Valmy).

### Carrière
Il débute comme chargé de communication aux « États généraux de l’opposition » en 1990, puis conseiller en communication politique et marketing électoral à la société Acte Public Communication de 1991 à 1994. François Léotard, ministre de la Défense, l'engage ensuite comme chargé de mission pour la communication en 1995[réf. nécessaire].
À sa sortie de l'ENA, il intègre le ministère des Affaires étrangères et en devient adjoint au porte-parole de 1998 à 2001, alors dirigé par le socialiste Hubert Védrine. Puis il devient rédacteur à la Direction de la Coopération européenne (sous-direction des affaires communautaires internes) du même ministère[réf. nécessaire].
En mai 2002, Nicolas Sarkozy, ministre de l’Intérieur, en fait son conseiller diplomatique. Il est notamment chargé, en 2002, de négocier la fermeture du centre de réfugiés de Sangatte. Il occupe une fonction identique (conseiller technique pour les affaires internationales et européennes) quand Nicolas Sarkozy rejoint Bercy, puis retrouve son poste de conseiller diplomatique quand ce dernier réintègre la place Beauvau.
Il a été le chef de cabinet de la campagne présidentielle de Nicolas Sarkozy[réf. nécessaire].
À la suite de l'élection de ce dernier à la présidence de la République, il est nommé porte-parole de l'Élysée le 16 mai 2007. Le 30 septembre 2007, il est désigné par Nicolas Sarkozy pour être le candidat de l'UMP à la mairie de Neuilly-sur-Seine, ancien fief du président de la République, lors des élections municipales de 2008. Mais cette candidature est contestée dans les rangs de la droite neuilléenne. Après la création, le 10 février 2008, d'une autre liste UMP par deux de ses colistiers, dont Jean Sarkozy, David Martinon, considérant la volonté de certains caciques de torpiller sa candidature, et déstabilisé par ces manœuvres politiciennes, décide de se retirer de la course électorale et propose également sa démission au poste de porte-parole de l'Élysée.
Il est limogé du porte-parolat de la présidence de la République le 19 mars 2008 et le poste est supprimé par Nicolas Sarkozy.
Remis à disposition de son administration d'origine (le Ministère de l'Europe et des Affaires étrangères), David Martinon est nommé le 17 avril 2008 consul général de France à Los Angeles (États-Unis) et prend ses fonctions le 18 août suivant. En août 2011, Il est nommé à New York au sein de la mission française durant l'assemblée générale de l'ONU. Il est responsable des droits de l'Homme. À la fin de l'assemblée générale de l'ONU, David Martinon est nommé représentant spécial de la France pour les négociations internationales sur la société de l'information et l'économie numérique le 3 mai 2013. Il devient ambassadeur pour le numérique le 22 novembre 2017. 
En 2018, il est nommé ambassadeur de France en Afghanistan, avec prise de poste à Kaboul en septembre,. Le 15 août 2021, à la suite du désengagement des forces américaines en Afghanistan et de la prise de Kaboul par les Talibans, il participe à l'organisation de l'exfiltration des ressortissants français et d'un certain nombre d'Afghans,.
Le 5 mai 2023, il est nommé ambassadeur extraordinaire et plénipotentiaire de la République française auprès de la République d'Afrique du Sud.

### Vie privée
Depuis le 18 avril 2009, David Martinon est marié à la journaliste Karen Delaporte, avec laquelle il a trois enfants.

## Distinction
- Chevalier de la Légion d'honneur (2021)[19].

## Publication
- Les 15 jours qui ont fait basculer Kaboul, Éditions de l'Observatoire, 2022, 299 p. (ISBN 979-10-329-2497-6, BNF 47001109) Lire un extrait en ligne sur Google Livres[20].

Le livre est à l'origine du documentaire Kaboul chaos : sous la menace des talibans de Thomas Brémond, David Perissère, Nils Montel et Myriam Weil (2024) diffusé par Canal+ en 2025,.